# Mariano Hidalgo
Mariano Hidalgo (Guanajuato, Nueva España, circa 1770 - Chihuahua, 6 de junio de 1811) fue un médico e insurgente durante la guerra de independencia de México.

## Semblanza biográfica
Fue hijo de Cristóbal Hidalgo y Costilla y de su segunda esposa, Rita Peredo. Al quedar huérfano de padre pasó al cuidado de su hermano mayor Miguel Hidalgo y Costilla.  Fue cirujano, pero se dedicó a las labores del campo en los terrenos de su hermano. Se unió a la guerra de independencia el 16 de septiembre de 1810. Ayudó a liberar a los presos de la cárcel de Dolores. Fue nombrado tesorero del ejército insurgente.
Acompañó al cura Hidalgo durante toda su campaña, cuando este fue destituido del cargo de generalísimo, continuó ejerciendo su labor como tesorero. Junto con los líderes iniciales del movimiento, fue hecho prisionero en Acatita de Baján el 21 de marzo de 1811. Durante su juicio no pudo comprobársele delito alguno, pues no había tomado las armas y tampoco tenía rango militar, sin embargo se le condenó a muerte por su parentesco con el jefe de la independencia  y por haber sido tesorero del ejército insurgente. Fue ejecutado el 6 de junio en la plaza de los Ejercicios en la ciudad de Chihuahua.